# Кирил Василев (футболист)
Вижте пояснителната страница за други личности с името Кирил Василев.
Кирил Димитров Василев (роден на 7 март 1967 г.) е бивш български футболист, нападател.
Играл е за Хебър (Пазарджик), Локомотив (Горна Оряховица), Локомотив (София), Левски (Кюстендил), Хасково и Локомотив (Пловдив).
Той е футболиста с най-много голове за Хебър в A РФГ – 13. Двукратен голмайстор е на Б РФГ през 1996 и 1998 г. с отбора на Хасково. За националния отбор е изиграл 1 официален мач с Турция в Стара Загора. Бивш треньор на Хасково.

## Статистика по сезони
- Хебър – 1987/88 – Б РФГ, 32/4
- Хебър – 1988/89 – Б РФГ, 22/14
- Хебър – 1989/90 – A РФГ, 29/6
- Хебър – 1990/91 – Б РФГ, 35/18
- Хебър – 1991/92 – A РФГ, 29/7
- Хасково – 1992/пр. - Б РФГ, 1/1
- Хебър – 1992/ес. - Б РФГ, 18/3
- Локомотив (ГО) – 1993/пр. - A РФГ, 14/1
- Хебър – 1993/ес. – Б РФГ, 18/4
- Локомотив (София) – 1994/пр. - А РФГ, 11/2
- Левски (Кюстендил) – 1994/95 – Б РФГ, 27/11
- Хасково – 1995/96 – Б РФГ, 30/22
- Хасково – 1996/97 – Б РФГ, 26/17
- Хасково – 1997/98 – Б РФГ, 25/18
- Локомотив (Пд) – 1998/ес. - A РФГ, 4/0
- Хасково – 1998/99 – Б РФГ, 27/12
- Хасково – 1999/00 – Б РФГ, 21/6
- Хасково – 2000/01 – Б РФГ, 23/6